# Hanayamata
Hanayamata (ハナヤマタ?) è un manga seinen scritto e disegnato da Sō Hamayumiba, serializzato sulla rivista Manga Time Kirara Forward di Hōbunsha da giugno 2011 a febbraio 2018. Un adattamento anime, prodotto da Madhouse, è stato trasmesso in Giappone tra il 7 luglio e il 22 settembre 2014.

## Trama
La storia ruota attorno alle vicende di Naru Sekiya, ragazza timida ed introversa che una notte, mentre torna a casa passando per il tempio, incontra Hana N. Fountainstand, sua coetanea dai capelli biondi che danza aggraziatamente con indosso un kimono floreale azzurro. Rimasta affascinata dalla scena, Naru accetta di unirsi a lei per farsi introdurre al mondo della danza yosakoi, stile originario del Giappone tipico di festival ed eventi. Tra momenti di allegria e tristezza, la vita di Naru pian piano cambierà, anche perché non sarà l'unica ad unirsi alla passione di Hana.

## Personaggi

Dal centro in senso antiorario: Machi, Yaya, Naru, Hana e Tami

Naru Sekiya (関谷 なる?, Sekiya Naru)
Doppiata da: Reina Ueda
Una ragazza di quattordici anni che si considera estremamente nella media. Oltre ad essere un'appassionata di fiabe, ha ben pochi interessi tra i quali praticare iaidō a casa. Non è abbastanza sicura di sé da riuscire a cambiare la sua vita quotidiana, ma dopo aver incontrato Hana ed aver iniziato a praticare la danza yosakoi, comincia a cambiare poco a poco. Il suo fiore preferito è il fiore di ciliegio.
Hana N. Fountainstand (ハナ・N・フォンテーンスタンド?, Hana Enu Fontēnsutando)
Doppiata da: Minami Tanaka
Una ragazza americana che si trasferisce nella stessa classe di Naru. Essendo rimasta affascinata dalla danza yosakoi durante un viaggio fatto da bambina, ha deciso di trasferirsi in Giappone per aprire il suo club di yosakoi. Tende a sovraeccitarsi un po' troppo e finisce spesso per danzare in luoghi pericolosi. Il suo fiore preferito è l'amsonia.
Yaya Sasame (笹目 ヤヤ?, Sasame Yaya)
Doppiata da: Kaya Okuno
La migliore amica di Naru che è sia molto intelligente che bella, ma ha una grafia disordinata. Il suo fiore preferito è la rosa.
Tami Nishimikado (西御門 多美?, Nishimikado Tami)
Doppiata da: Yuka Ōtsubo
La vicepresidentessa del consiglio studentesco e l'amica d'infanzia di Naru. Il suo fiore preferito è il giglio.
Machi Tokiwa (常盤 真智?, Tokiwa Machi)
Doppiata da: Manami Numakura
La presidentessa del consiglio studentesco e un'amica intima di Tami. Di solito è molto rigorosa, ma non riesce a resistere alle cose dolci, così come alle richieste di Tami. Il suo fiore preferito è il girasole.
Sari Tokiwa (常盤 沙里?, Tokiwa Sari)
Doppiata da: Megumi Toyoguchi
La coordinatrice di classe e l'insegnante di inglese di Naru, Yaya ed Hana. È la sorella maggiore di Machi, che viene spesso soprannominata "Sally-sensei". Più tardi diventa la consulente del club di yosakoi.
Masaru Ōfuna (大船 勝?, Ōfuna Masaru)
Doppiato da: Tsuyoshi Koyama
Un vecchio scapolo di trentatré anni che gestisce il negozio Yosakoi Masaru. Nonostante abbia l'aspetto di un membro della yakuza calvo, è una persona piuttosto amichevole che aiuta volenterosamente chi vuole imparare la danza yosakoi.

## Media

### Manga
Il manga, scritto e disegnato da Sō Hamayumiba, è stato serializzato su Manga Time Kirara Forward da giugno 2011 a febbraio 2018. I vari capitoli sono stati raccolti in dieci volumi tankōbon, pubblicati tra il 12 dicembre 2011 e il 12 aprile 2018.

#### Volumi
| Nº | Data di prima pubblicazione | Data di prima pubblicazione | Data di prima pubblicazione |
| Nº | Giapponese                  | Giapponese                  |                             |
| -- | --------------------------- | --------------------------- | --------------------------- |
| 1  | 12 dicembre 2011            | ISBN 978-4-8322-4089-6      |                             |
| 2  | 12 luglio 2012              | ISBN 978-4-8322-4167-1      |                             |
| 3  | 12 aprile 2013              | ISBN 978-4-8322-4285-2      |                             |
| 4  | 10 gennaio 2014             | ISBN 978-4-8322-4392-7      |                             |
| 5  | 11 luglio 2014              | ISBN 978-4-8322-4461-0      |                             |
| 6  | 12 settembre 2014           | ISBN 978-4-8322-4478-8      |                             |
| 7  | 11 agosto 2015              | ISBN 978-4-8322-4602-7      |                             |
| 8  | 10 agosto 2016              | ISBN 978-4-8322-4731-4      |                             |
| 9  | 12 giugno 2017              | ISBN 978-4-8322-4841-0      |                             |
| 10 | 12 aprile 2018              | ISBN 978-4-8322-4937-0      |                             |

### Anime
Un adattamento anime, diretto da Atsuko Ishizuka e prodotto da Madhouse, è andato in onda sulle televisioni giapponesi tra il 7 luglio e il 22 settembre 2014. Le sigle di apertura e chiusura sono rispettivamente Hana wa odoreya iroha ni ho (花ハ踊レヤいろはにほ? lett. "Ballare nel profumo dei fiori") del Team Hanayamata (composto da Reina Ueda, Kaya Okuno, Minami Tanaka, Yuka Ōtsubo e Manami Numakura) e Hanayuki (花雪? lett. "Fiocco di neve") delle smileY inc.. In varie parti del mondo gli episodi sono stati trasmessi in streaming in simulcast da Crunchyroll.

#### Episodi
| Nº | Titolo italiano (traduzione letterale) Giapponese 「Kanji」 - Rōmaji            | In onda           | In onda |
| Nº | Titolo italiano (traduzione letterale) Giapponese 「Kanji」 - Rōmaji            | Giapponese        |         |
| 1  | Vogliamo ballare? 「シャル・ウィ・ダンス？」 - Sharu Wi Dansu?                  | 7 luglio 2014     |         |
| 2  | La rosa della gelosia 「ジェラシー・ローズ」 - Jerashī Rōzu                     | 14 luglio 2014    |         |
| 3  | Lo stile delle ragazze 「ガールズ・スタイル」 - Gāruzu Sutairu                  | 21 luglio 2014    |         |
| 4  | Principessa / Principessa 「プリンセス・プリンセス」 - Purinsesu Purinsesu      | 28 luglio 2014    |         |
| 5  | Primo passo 「ファースト・ステップ」 - Fāsuto Suteppu                           | 4 agosto 2014     |         |
| 6  | Prova, prova, prova! 「トライ・トライ・トライ」 - Torai Torai Torai             | 11 agosto 2014    |         |
| 7  | L'identità della ragazza 「ガール・アイデンティティー」 - Gāru Aidentitī        | 18 agosto 2014    |         |
| 8  | La missione dell'evento 「ミッション・イベント」 - Misshon Ibento               | 25 agosto 2014    |         |
| 9  | Il complesso per la sorella 「シスター・コンプレックス」 - Shisutā Konpurekkusu | 1º settembre 2014 |         |
| 10 | Il campo delle sorgenti termali 「オンセン・ガッシュク」 - Onsen gasshuku       | 8 settembre 2014  |         |
| 11 | Il sorriso è un fiore 「スマイル・イズ・フラワー」 - Sumairu izu Furawā         | 15 settembre 2014 |         |
| 12 | Hanayamata 「ハナヤマタ」 - Hanayamata                                          | 22 settembre 2014 |         |

### Videogioco
Un videogioco dal titolo Hanayamata: yosakoi live! (ハナヤマタ よさこいLIVE！?), prodotto dalla Bandai Namco Games, è stato pubblicato il 13 novembre 2014 per PlayStation Vita. L'edizione limitata ha incluso un Blu-ray Disc bonus e un drama-CD originale.